# Stefania roraimae
A Stefania roraimae a kétéltűek (Amphibia) osztályába, a békák (Anura) rendjébe és a Hemiphractidae családba tartozó faj.

## Előfordulása
A faj Guyanában továbbá valószínűleg Venezuelában és Brazíliában él. Természetes élőhelye a szubtrópusi vagy trópusi nedves hegyvidéki erdők.